# An Officer and a Gentleman
An Officer and a Gentleman is een Amerikaanse dramafilm uit 1982 van Taylor Hackford met in de hoofdrollen Richard Gere, Debra Winger, David Keith en Louis Gossett jr..

## Verhaal
Verbitterd door de dood van zijn moeder, besluit de eenling Zack Mayo zijn kansarme milieu de rug toe te keren  door een dertien weken lange officiersopleiding te volgen op de marinebasis van Port Rainier. Tijdens de bikkelharde opleiding sluit hij vriendschap met Sid Worley, een jongen die in het leger zit om de familietraditie in ere te houden. Sergeant Emil Foley leert hem dat niemand het alleen redt. Zack hervindt zijn zelfrespect en geniet weer van het leven. Zack en Sid maken er ook kennis met Paula en Lynette, twee fabrieksarbeidsters die hopen een officier aan de haak te kunnen slaan om zo te kunnen ontsnappen aan de dagelijkse sleur.

## Rolverdeling
| Acteur            | Personage            |
| ----------------- | -------------------- |
| Richard Gere      | Zack Mayo            |
| Debra Winger      | Paula Pokrifki       |
| David Keith       | Sid Worley           |
| Louis Gossett jr. | Emil Foley           |
| Robert Loggia     | Byron Mayo           |
| Lisa Blount       | Lynette Pomeroy      |
| Lisa Eilbacher    | Casey Seeger         |
| Tony Plana        | Emiliano Della Serra |
| Harold Sylvester  | Perryman             |
| David Caruso      | Topper Daniels       |